# Szputnyik–1
A Szputnyik–1  (oroszul: Спутник-1), vagy más jelzéssel PSZ–1 (PSZ – Prosztyejsij Szputnyik) szovjet műhold. Ez volt a Szputnyik-program és egyben a Föld első műholdja, az első űreszköz, amelyet a világűrbe juttattak. 1957. október 4-én  állították pályára Bajkonurból Szputnyik 8K71 típusú hordozórakétával. Alacsony pályája miatt három hónap után megsemmisült a légkörben.
Szovjet tudósok egy csoportja Szergej Koroljov rakétakonstruktőr vezetésével javasolta a Szovjetunió Kommunista Pártjának egy ember alkotta tárgy világűrbe juttatását, afféle technológiai demonstrátor-eszközként. Amikor Dwight D. Eisenhower elnök is bejelentette az Egyesült Államok ez irányú szándékát, a terv engedélyt kapott, sőt prioritást, hogy a Szovjetunió megelőzhesse teljesítményével az ideológiai ellenlábas szuperhatalmat. A terv középpontjában nem a műhold, hanem az azt pályára állítani képes hordozórakéta volt. A Szovjetunió az 1950-es évek közepén kifejlesztette az R–7 Szemjorka nevű interkontinentális ballisztikus rakétát, amely paramétereiben alkalmasnak mutatkozott egy maximum 1,4 tonnás tárgy Föld körüli pályára állítására. Ezt a rakétát kellett átalakítani katonai eszközből űrrakétává, illetve megteremteni a starthoz szükséges infrastruktúrát. Ez utóbbira a Kazahsztán területén elterülő sivatagban levő Tyuratam városka melletti területet szemelte ki az ezt koordináló állami bizottság, és megalapították a mai bajkonuri űrrepülőtér elődjét. Biztonsági okokból nem Tyuratamról, hanem a 320 km-re fekvő apró bányászfaluról nevezték el.
Az elsőként felbocsátandó űreszköz az előzetes tervek szerint egy nagy, bonyolult eszköz lett volna, ám a tervezési és kivitelezési idő lerövidítése okán Koroljov egy alternatívát ajánlott: kisebb és lényegesen leegyszerűsített változatot, melyet végül az illetékesek el is fogadtak. Ez a verzió lett a PSZ, azaz Prosztyejsij Szputnyik. Rövid előkészítés után – és megbizonyosodva arról, hogy az amerikaiak előtt tudják elvégezni a startot – a Koroljov által vezetett OKB–1 felkészítette a startra az R–7/PSZ–1 űrszerelvényt, melyet 1957. október 4. 19:28:34-kor UTC (moszkvai idő szerint: 22:28:34) indítottak útjára. A műhold a rakéta kisebb hibája ellenére 223*950 kilométeres ellipszispályára állt, mely a hiba miatt kb. 500 km-rel alacsonyabb földtávolponttal rendelkezett, mint az eredetileg tervezett. A műhold egyetlen rádióadót vitt magával, amely folyamatosan „bip-bip-bip” csipogó jeleket sugárzott 1 watt teljesítménnyel két különböző frekvencián. Eme rádiójel vételéből és analíziséből tudtak a szakemberek a körülményekre következtetéseket levonni.
A szovjet bejelentést, majd a műhold radaron, rádión keresztül történt bemérését követően a nyugati országokban valóságos pánik tört ki. A szovjet (hátsó) szándék, hogy közöljék a világgal: a világ bármely pontját képesek elérni valamely (atom)fegyverrel, pontosan célba talált. A visszavágást sürgető közvélemény nyomására Eisenhower elnök egy sor intézkedést tett, amelyek lényegében amerikai részről a történészek által űrverseny néven említett eseménysor kezdeti lépéseinek tekinthetők. Előbb az USA maga is saját műholdat bocsátott fel (Explorer–1), majd a szovjet sikerek ellensúlyozására megalapították a NASA-t, amelynek feladata olyan űrteljesítmények végrehajtása lett, amely által az USA maga mögé utasíthatta (űr)technológiai téren a Szovjetuniót.

## Előzmények

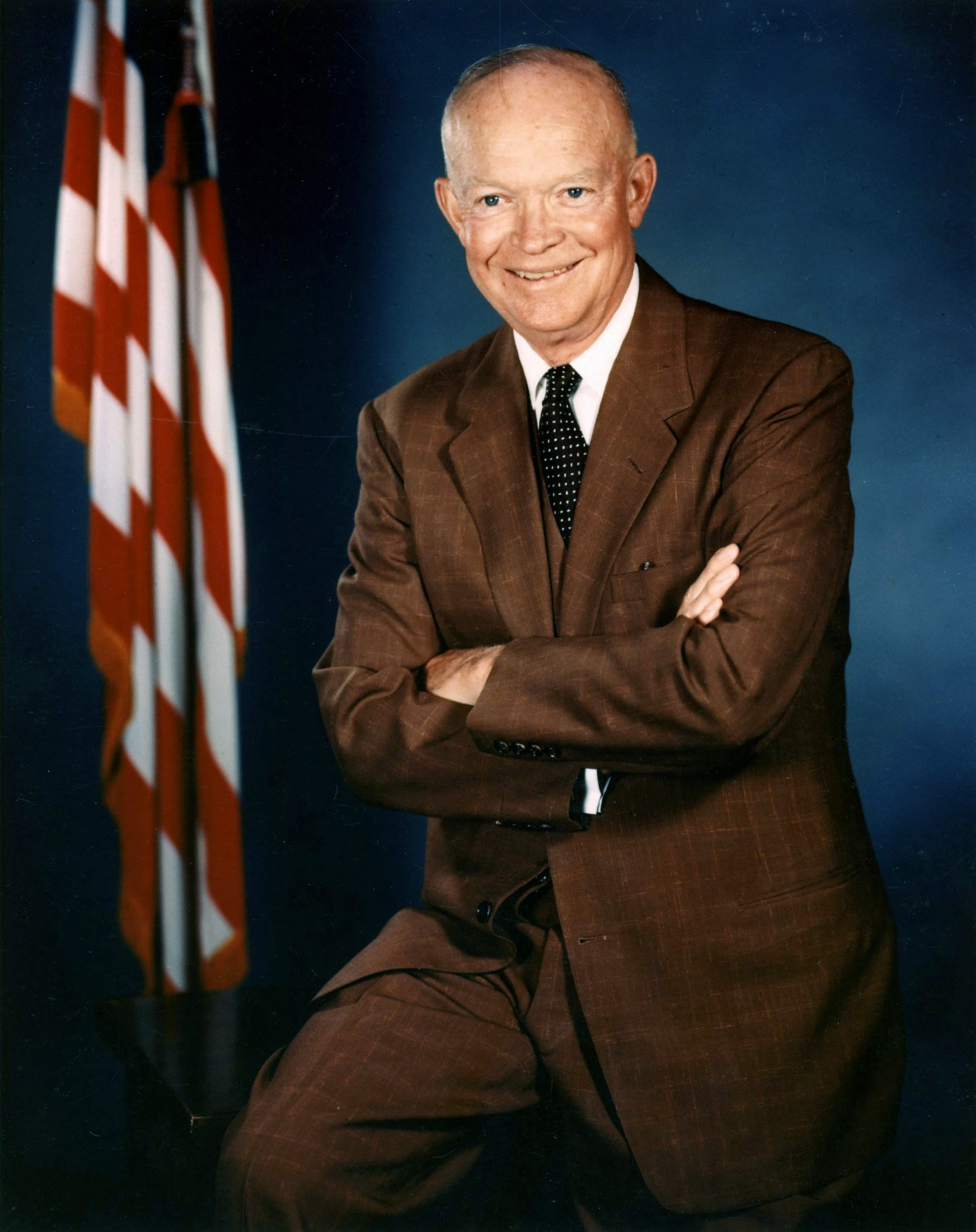
Dwight D. Eisenhower elnök

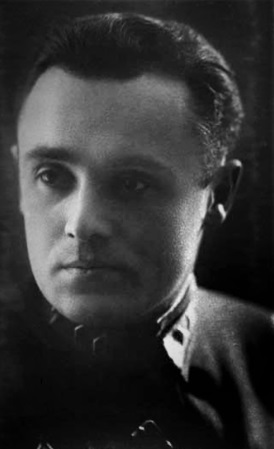
Szergej Koroljov az 1930-as évek második felében

A második világháborút követően mindkét nagyhatalom hadizsákmányként kezelte a Német Birodalomtól birtokukba került technikai találmányokat, köztük kiemelt helyen a V–2 rakétákat is. Az amerikaiak Wernher von Braunt és több tucatnyi vele dolgozó mérnököt telepítettek át az Egyesült Államokba, míg a szovjetek kezébe közel 100 vagonnyi rakétaalkatrész, vagy többé-kevésbé összeszerelt V–2 tartozék került, jó néhány hadifogoly rakétamérnökkel együtt. Ezeken az alapokon a hidegháborúban mindkét fél nagyarányú rakétafejlesztésbe fogott. Mind az Egyesült Államokban, mind a Szovjetunióban a V–2 továbbfejlesztése folyt, amelynek eredményeként jött létre az első szovjet interkontinentális ballisztikus rakéta az R–7. A rakéta tervezésének vezetője, Szergej Koroljov vetette fel az ötletet – amelyet a program gazdái, a hadsereg vezetői élesen elutasítottak –, hogy használják fel a rakétát egy űrkísérlethez. Az ötlet azon alapult, hogy az atomtölteteket célba juttató rakétatechnika titkos ugyan, de egy békés célú rakétaindítással meg lehet üzenni a világnak a pusztítóképesség, a fenyegetés mibenlétét. Koroljov ötletét a Szovjetunió Kommunista Pártjának vezetése felkarolta és titkos programként engedélyezte a kísérletet.
Koroljov 1954. december 17-én adta be hivatalosan indítványát Dmitrij Usztyinov védelmi ipari miniszternek, amelyben egy lehetséges mesterséges hold fejlesztését vetette fel. A rakétatudós a fejlesztési ötletet Mihail Tyihonravov – egy másik vezető rakétatudós – jelentéseivel támasztotta alá, miszerint más országokban is hasonló kísérletek folynak, és a rakétafejlesztések folyamatának egyik elkerülhetetlen lépcsőfoka egy Föld körüli pályára állított eszköz indítása. A javaslattevő csoport harmadik tagja Msztyiszlav Keldis volt, aki a nukleáris fegyverek, majd a rakéták elméleti, matematikai problémáival foglalkozott abban az időben. A javaslat megválaszolatlan maradt egy ideig.
Amerikában Dwight D. Eisenhower elnök 1955. július 29-én bejelentette, hogy országa a nemzetközi geofizikai év 1957. július 1 – 1958. december 31. közötti eseménysorozatának keretében egy műholdat, egy ember alkotta objektumot fog Föld körüli pályára bocsátani. Az amerikai elnök bejelentése gyújtózsinórként hatott a szovjet politikai döntéshozókra: a több mind fél éve az asztalukon fekvő Koroljov–Tyihonravov–Keldis-féle indítványt Leonyid Szedov négy nap alatt a Szovjetunió Kommunista Pártja elé vitte, majd 1955. augusztus 8-án – teljes titoktartás mellett – a Párt Központi Bizottsága is elfogadta a javaslatot, hogy készüljön egy műhold, amelyet később a Szovjetunió az űrbe bocsáthat.

### „Objekt–D”
1956 január 30-án a Szovjetunió Minisztertanácsa 149-88SZSZ számú határozatban elrendelte egy műhold, az „Objekt-D” néven említett eszköz fejlesztését. Az eszköz azért kapta a „D” jelölést, mert az orosz ábécé A, B, V, G betűi már foglaltak voltak a hordozásra kiszemelt R–7 interkontinentális ballisztikus rakéta rakományaiként megjelölt atomtölteteknek. A műhold hordozására javasolt R–7 rakéta paraméterei alapján az eszköz dimenzióit is kijelölte a határozat: 1000 és 1400 kg közé kellett essen a tömege, amelyből a hasznos tudományos felszerelés 200-300 kg közötti tömegű lehetett. A határozat leglényegesebb pontja az volt, hogy kiírta a feladatot, megnevezve a részfeladatok felelőseit:

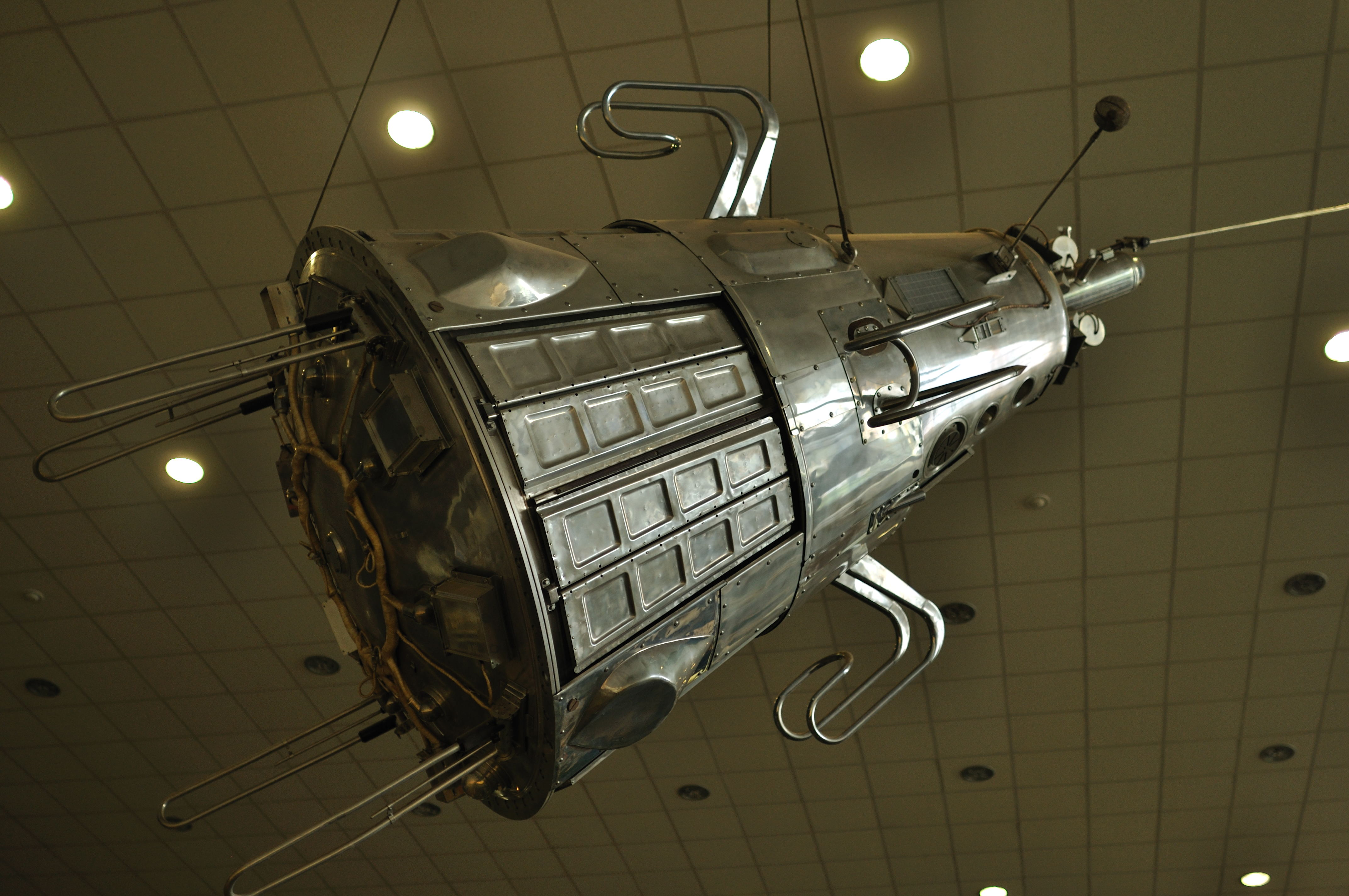
A később Szputnyik–3 jelzéssel felbocsátott óriásműhold

- A projekt általános menedzsmentjéért és az űrhajó tudományos eszközeiért felelős: Szovjet Tudományos Akadémia (személyi felelősök: Nyeszmejanov, Topcsijev és Keldis)
- A műhold fellövéséhez szükséges hordozórakéta fejlesztésének felelőse: az OKB–1 a Védelmi Ipari Minisztérium felügyelete alatt (személyi felelősök: Usztyinov, Vetoskin)
- Repülésirányítási rendszer, rádió és telemetriai rendszer fejlesztéséért felelős: a Rádióipari Minisztérium (személyi felelősök: Kalmikov és Vlagyimirszkij)
- Giroszkópok fejlesztésének felelőse: Hajóépítésügyi Minisztérium (személyi felelős: Noszenko)
- Földi mozgatásért, szállításért, üzemanyag feltöltésért és felbocsátás műszaki hátteréért felelős: Gépipari Minisztérium (személyi felelősök: Szmeljakov és Parsin)
- Felbocsátásért felelős: Védelmi Minisztérium (személyi felelős: (Zsukov)
- Nyomon követésért felelős: Repülőgépipari Minisztérium (Gyementyjev)
- Az Objekt-D munkáinak irányításáért és koordinálásáért felelős: a Minisztertanács Különbizottsága (személyi felelős: Rjabikov)

A határozat azokat a tudományos témákat is megnevezte, amelyeket a felbocsátandó műhold által végzett kísérleteknek érintenie kellett:
- Geofizika: a gravitációs és mágneses mezők, a Föld alakjának tanulmányozása, az ionoszféra kutatása és annak hatása a rádióhullámok terjedésére, valamint a felső légkör szerkezetének feltárása
- Fizika: az űrbéli sugárzás tanulmányozása, valamint a relativitáselmélet hatásainak megfigyelése
- Biológia: a hosszabb világűrbeli tartózkodásnak az élő szervezetekre gyakorolt hatásainak megfigyelése
- Csillagászat: a Nap tanulmányozása, valamint a meteorbecsapódások veszélyének felmérése, illetve a földfelszín fényképezése

A dokumentum felhatalmazást adott arra, hogy a munka során szabadon felhasználják „más eszközök” – értsd: a szintén fejlesztése alatt álló és az R–7-en alkalmazni kívánt harci robbanófejek – alkatrészeit és komponenseit annak érdekében, hogy időt és erőforrásokat takarítsanak meg. A fejlesztések már a kezdetektől fogva két irányvonalat követtek. Egyrészt a határozat az Objekt–D gyártása mellett elrendelte egy Objekt–OD jelű szerkezet előtanulmányainak elkészítését, ahol az O betű az „orientyirujemij” kifejezés rövidítése volt, azaz irányítható, manőverezhető űreszköz fejlesztését takarta, amelynek nyilvánvaló célja az volt, hogy a műholdat vissza lehessen irányítani a keringésből a Földre, azaz vissza tudjon térni, amely az embert szállító űrhajó alapvető igénye volt. A másik fejlesztési irány pedig az Objekt–MPSZ (M: Malij azaz kis) volt, amelyet a határozat kidolgozói egy előző tervvázlatból vettek át, és amely egy kicsi, egyszerű műhold fejlesztését célozta, elsősorban időtakarékossági megfontolásokból.
Egy hónap múltán a döntéshozók számára a projekt kilépett az ötletek és dokumentumok mögül, és testet öltött, amikor Nyikita Hruscsov pártfőtitkár 1956. február 27-én ellátogatott Podlipkibe, az OKB–1 főhadiszállására, Szergej Koroljovhoz. A főkonstruktőr bemutatta a politikusnak és kíséretének az eszközöket – így az R–7 Szemjorka egy életnagyságú makettjét, valamint egy műhold-tanulmányt a maga furcsa kialakításával. A bemutató hangsúlya az interkontinentális rakétán volt és annak azon képességén, hogy az USA immár elérhető volt a Szovjetunió számára az új atomfegyvereivel, amely nagy elégedettséggel töltötte el e pártfőtitkárt, és kíváncsivá tette a másik projekt, a műhold iránt is, amellyel nyíltan megüzenhették az ellenlábas nagyhatalomnak a képességüket a „távolsági bombázásra”. Hruscsov boldogan adta áldását a projektre.
Az Objekt–D-re vonatkozó műszaki követelmények első tételeit 1956 februárjában adták ki a felelősök, míg 1956. június 14-én Koroljov is kiadta a maga listáját, hogy hány helyen és miképpen kell módosítani az R–7-est, hogy az magával tudja szállítani az Objekt–D-t. 1956 júliusára elkészült a műhold előzetes terve is. 1956. szeptember 14-én Koroljov ellátogatott a Szovjet Tudományos Akadémia elnökségi ülésére, ahol Keldis vázolta a műhold program tudományos részére vonatkozó terveket. Az eredeti elképzeléseket tekintve ezeknek az összegzését már augusztusban le kellett volna adnia az Akadémiának, ám a szeptember közepén tett látogatáson Keldis csak ígérni tudta, hogy hamarosan elkészülnek vele. Persze magával a műholddal kapcsolatosan is csúszások voltak tapasztalhatók: a prototípust 1956 októberére kellett volna előállítani, ám erre is csak novemberre szólt az ígéret, hogy kész lehet.

### „Objekt–PSZ”

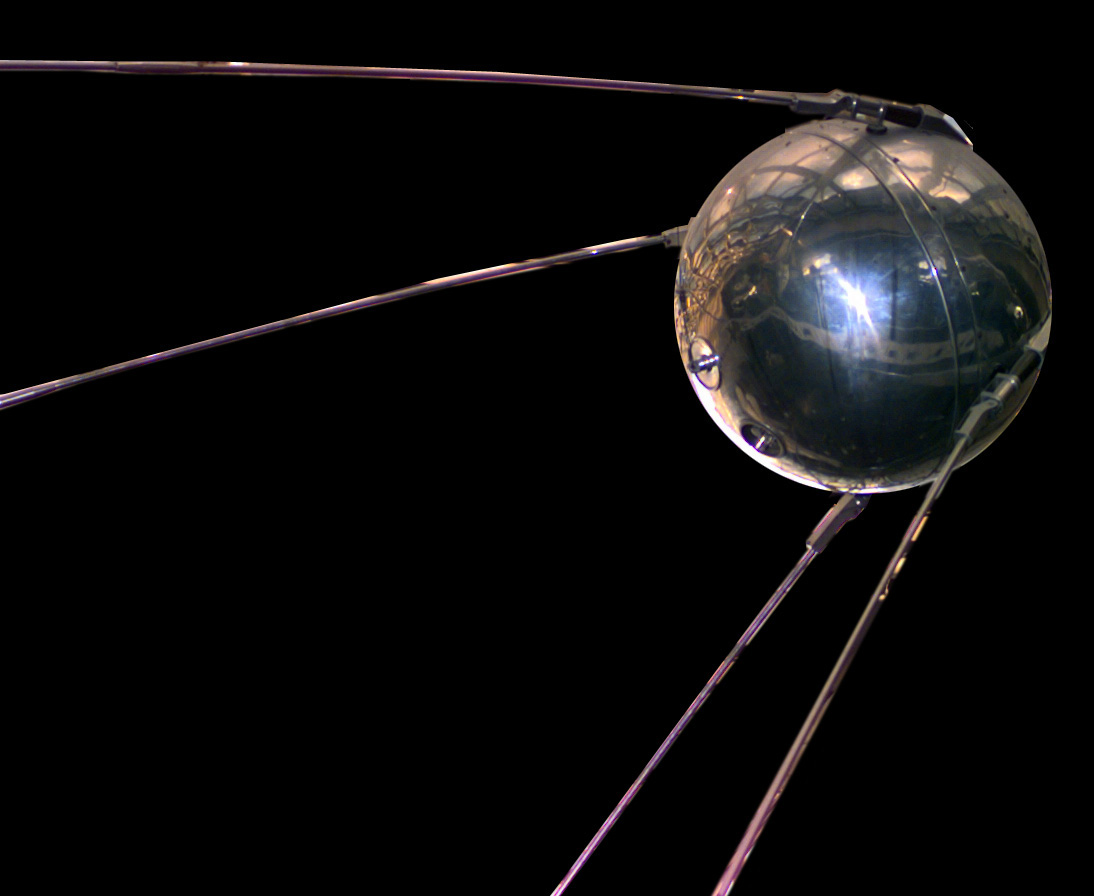
A leegyszerűsített verziójú műhold
(a kép a National Air and Space Museum példányáról készült)

Az Objekt–D projekt csúszásait látva Koroljov egy új tervvel állt elő. 1956. november 25-én az OKB–1-en belül megbízta egyik mérnökét, Nyikolaj Kutyirkint, hogy lásson neki egy új, kisebb és egyszerűbb műhold tervezésének amelyhez a matematikai számításokat egy másik ifjú mérnök, Georgij Grecsko – későbbi űrhajós – végezte el. A kisebb szatellitek – mindegyik maximum 100 kg tömegű volt – terveivel a kezében Koroljov 1957. január 5-én engedélyt kért két kisebb műhold felbocsátására. A műholdak a PSZ–1 és PSZ–2 jelzést kapták (PSZ – Prosztyejsij Szputnyik = Legegyszerűbb műhold), és a javaslat szerint az 1957 április-június időszakban kellett sort keríteni a startjukra, még a nemzetközi geofizikai évet – és a bejelentett amerikai kísérletet – megelőzően.
1957. január 25-re Koroljov jóváhagyta az egyszerű műholdak előzetes terveit, majd 1957. február 15-én összeült a Szovjetunió Minisztertanácsa, és kiadta a 171-835SZ számú Intézkedések a nemzetközi geofizikai évre vonatkozóan című határozatát, amelyben elfogadták Koroljov javaslatát, miszerint időt spórolva a műhold tervezésén meg kell előzni az amerikaiakat az egyszerűbb kialakítású eszközök felbocsátásával (még ha azok jelentősen a hordozóeszközök nyújtotta kapacitások alattiak is). A kb. 100 kg tömegű eszközöket 1957 április-májusában lehet útnak indítani, feltéve, hogy előtte az R–7-es legalább két tesztindítása sikeres volt. Időközben az Objekt–D startját már csak 1958 áprilisára prognosztizálták a szakemberek.
Közben természetesen az új műholdhoz szükséges módosításokat is el kellett végezni az R–7-esen, emiatt az április-májusi startdátum kétségessé vált. Koroljov és a másik főkonstruktőr, Valentyin Glusko úgy vélték, hogy Konsztantyin Ciolkovszkij 100. születésnapjára, 1957. szeptember 17-re valósítható meg a felbocsátás.

### A hordozórakéta előkészítése és az indítási hely kiválasztása

A kísérlet kulcsa, az R–7 hordozórakéta

Az egész projekt kulcseleme nem a Föld körüli pályára állított műhold, hanem az azt pályára állítani képes (vagy nem képes) hordozórakéta volt, ennek megfelelően az első mesterséges égitest pályára állítása azon múlt, hogy az azt véghez vivő szervezet, vagy állam rendelkezik-e ilyennel. Mind a Szovjetunióban, mind az Egyesült Államokban közvetlenül a második világháború után elkezdődött a rakéták katonai célokra való fejlesztése, amely fejlesztési folyamat csúcsán az interkontinentális ballisztikus rakéták álltak, amelyekkel akár több tonnányi robbanótöltetet lehetett akár több tízezer kilométeres távolságra célba juttatni. A Szovjetunióban az R–7 rakétát fejlesztette az OKB–1 iroda ilyen rakétafegyverként, melynek fejlesztését 1954. május 20-án határozta el a Szovjetunió Kommunista Pártja Központi Bizottsága és a Szovjetunió Minisztertanácsa. Az R–7 hivatalos megjelölése a GRAU (a szovjet Гла́вное раке́тно-артиллери́йское управле́ние Министе́рства обороны – Védelmi Minisztérium Rakéta- és Tüzérségi Főcsoportfőnöksége) által kiosztott kódja szerint 8K71 volt. (A NATO Sapwood, az USA SS-6 megjelöléssel illette).
A rakéta indításaira megfelelő helyet kerestek a Szovjetunión belül, amelyet végül Kazahsztánban a Tyuratam falu melletti sztyeppén jelölt ki a kereséssel megbízott különbizottság (a későbbi Bajkonur Kozmodrom helyén). A hely a „NIIP–5” elnevezést kapta (amelyet a posztszovjet időkben „GIK–5”-re módosítottak). A hely kiválasztását 1955. február 12-én hagyta jóvá a Minisztertanács, az első létesítményt, egy katonai épületet július 20-án adták át, ám 1958-ig nem készült el a rakétaindító bázis teljes egészében.
Az első R–7-es (OK71 No. 5L) startra 1957. május 15-én került sor. Az indítás félsikert hozott: már rögtön a startnál tűz kezdődött a Blok D jelű oldalsó gyorsítófokozatban, amely egészen annak 98. másodpercben történt leválásáig folytatódott, amikor a gyorsítófokozat levált a rakéta központi törzséről, majd az egész szerkezet a földbe csapódott 400 kilométerre a starthelytől. A következő példányt (8K71 No.6) háromszor is megpróbálták elindítani 1957. július 10-én és 11-én, de egy szerelési hiba miatt ez meghiúsult, a rakétapéldány végül nem repült. A harmadik próbálkozás a 8K71 No.7 számú példánnyal 1957.július 12-én történt, amelynek során egy rövidzárlat miatt a vernier hajtómű egy irányíthatatlan forgásba vitte a rakétát, ami miatt az oldalsó gyorsítófokozatok 33 másodperc repülés múltán leváltak a rakétatestről, és az egész szerkezet 7 kilométerre az indítóállástól a földre zuhant.
Az első sikeres indításra a negyedik próbán, a 8K71 No.8. példánnyal került sor 1957. augusztus 21-én. A rakéta sikerrel a kívánt sebességre gyorsította és magasságba vitte a kísérletre szánt harci töltet makettet, amely aztán parabolapályán visszatért a légkörbe, és darabokra tört az ereszkedés közben 10 km-es magasságban, mintegy 6000 kilométeres utat megtéve. A TASZSZ 1957. augusztus 27-én hozta nyilvánosságra, hogy a Szovjetunió sikeresen indított útjára egy többfokozatú, nagy hatótávolságú rakétát. Ezt követte az ötödik rakétakísérlet a 8K71 No. 9 jelű rakétával 1957. szeptember 7-én, amely rakétaindítás ismét sikert hozott, bár a hasznos tömeget jelképező harci fej makett ismét darabokra tört a légköri visszatérés során. Ezzel ugyan a harci rész teljes áttervezése vált szükségessé, ám maga a rakéta teljesítette a Minisztertanács határozatában lefektetett két előzetes sikeres tesztet, így a harci fej helyett egy műholddal alkalmassá vált egy űrkísérlethez. Koroljov ekkor magához ragadta a kezdeményezést, és meggyőzte az illetékes állami bizottságot, hogy a következő starttal bocsássák fel a PSZ–1 műholdat, mivel a harci rész áttervezése miatt sokáig úgysem kerülhet sor újabb tesztindításra, és ezt az időt fel lehet használni a PSZ–1, majd a PSZ–2 felküldésére.
Az engedély alapján az űrkísérletre szánt, immár 8K71PSZ típusjelet kapott R–7-es 1957. szeptember 22-én érkezett a felbocsátás helyszínére, ahol azonnal hozzáláttak a startra való előkészítéséhez. A rakéta több ponton eltért a fegyverként alkalmazni kívánt példányoktól, így a tömege a katonai változat 280 tonnájához képest csak 272 tonna, a hossza pedig a 34,22 méter helyett csak 29,167  méter volt, illetve ennek a példánynak a tolóereje 3900 kN-t tett ki (szemben az eredeti változat 3650 kN-jával).

### A műhold nyomon követésének kidolgozása

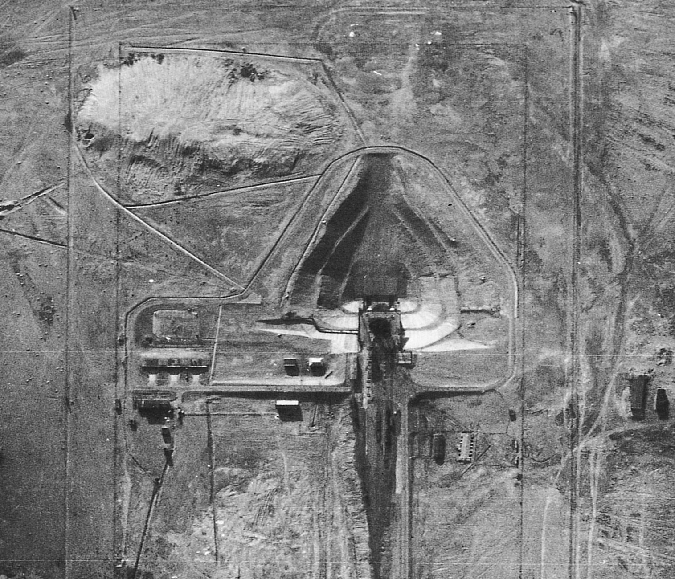
Az R–7 indítóállása Bajkonurban egy
U–2 felderítő repülőgép fényképén

Elvben a világ első műholdjának projektje szigorúan titkos volt minden elemében a Szovjetunióban, mégpedig Moszkva azon megfontolásából, hogy ha információkat oszt meg a külvilággal, nagyon könnyen a kísérlet mögött húzódó titkos katonai szálról, azaz a szovjetek fegyverpotenciáljáról hoznak nyilvánosságra adatokat. Azonban mindemellett, hogy a közvélemény némileg felkészülten fogadja a sikeres teljesítményt, kisebb-nagyobb utalásokat tettek, azaz a világnak akár nem is kellett volna meglepődnie. Az amerikai szándékról, miszerint a nemzetközi geofizikai év során bocsátják fel a saját eszközüket, széles körben értesült a világ az elnöki bejelentés nyomán, míg a Szovjetunió is tett ugyanilyen bejelentést, csak más csatornán, sokkal kisebb média hatással. Ivan Bargyin, a Szovjet Tudományos Akadémia elnökhelyettese levélben értesítette a nemzetközi geofizikai év rendezvénysorozatának szervezőit belgiumi központjukban, hogy a Szovjetunió is szeretne felbocsátani egy 75 centis objektumot Föld körüli pályára, mégpedig poláris keringésbe. Továbbá 1957 nyarán Alekszandr Nyeszmejanov professzor azt nyilatkozta egy lapnak, hogy „Oroszország megalkotta a rakétát és minden más berendezést és felszerelést, amely egy mesterséges hold problémájának megoldásához szükséges”. 1957 nyarán szintén Nyeszmejanov egy olyan kijelentését hozta le a Komszomolszkaja Pravda, hogy „pár hónapon belül” műholdat bocsátanak fel. Még ugyanabban a hónapban a kevésbé ismert szovjet folyóirat, a Ragyio még azt is leközölte, hogy milyen frekvenciákon és röppályáról érkezik majd a jövőbeli műhold rádióadása. A hírek sorába illeszkedett az a közlés is, amikor a TASZSZ nyíltan bejelentette egy interkontinentális ballisztikus rakéta sikeres indítását 1957 augusztusában.
Minthogy a Szovjetunió számára elsődlegesen fontos volt, hogy a világ észre is vegye a sikeresen felbocsátott műholdat, gondosan megszervezték, hogy úgy otthon, mint külföldön megfigyeljék a repülő objektumot. Az első megfigyelésekre természetesen belföldön kellett kiépíteni rendszert. A startot hat különböző, a bajkonuri helyszín közelében levő pontról figyelték meg, majd a megfigyeléseiket táviratban a Moszkva melletti Bolsevóban rakétahajtású fegyverek fejlesztésére létrehozott 4. sz. Tudományos Kutatóintézetbe (NII–4) juttatták el. A hat megfigyelési pont az indítóállás körül helyezkedett el, a legközelebbi mindössze 1 km távolságra volt az indítóállástól.
A megfigyelés második lépcsője, amely főként az orbitális paraméterek kidolgozásához nyújtott megfigyelési alapot, egy több megfigyelési pontból álló hálózat volt, amely a röppálya mentén húzódott, és a rakétáról levált műhold megfigyelését, észlelését várták tőle. A megfigyelőpontok felállítási helyei: Tyuratam, Makat és Szari-Sagan (Kazahsztán), Jenyiszejszk és Iszkup (Krasznojarszki határterület), Jelizovo és Kljucsi (Kamcsatka), Gizsiga Magadani terület, Krasznoje Szelo (Leningrádi terület), Szimferopol (Krími terület), Szarticsali (Grúzia), Novoszibirszk és Ulan-Ude voltak. Ezeknek a megfigyelőhelyeknek kellett azonosítani a felettük elrepülő űrszerkezetet és jelenteni a Moszkva mellett NII–4-nek a pályaadatokat, ahol aztán ezekből kiszámolták az űreszköz által leírt valós pálya paramétereit. A megfigyelőpontok radarral és optikai megfigyelőeszközökkel voltak felszerelve, és táviratban juttatták el megfigyeléseiket az NII–4-be.
A földi megfigyelőhálózatot egy alternatív követőrendszer is kiegészítette. Az ún. „Tral” rendszer egy a rakétára szerelt transzponderből és a Földön annak adását fogadó vevőből állt, amelyet a Moszkvai Energetikai Intézet tervezőirodája (OKB MEI) fejlesztett ki. Ez lényegében nem a műholdat, hanem az azt pályára állító rakétafokozatot követte (amely a hasznos teherrel együtt maga is pályára állt a Föld körül, majd a leválás után szorosan követte a műholdat), ám mivel a távolság konstans volt a pályára állás, illetve a leválást követően, a műhold helyzete is pontosan meghatározható volt általa.
A Szovjetunión kívül többféle megfigyelés született. Az elsődleges észlelők rádióamatőrök voltak, akik a mesterséges hold legendás „bip-bip” rádiójeleit fogták, és azonosították az űrbeli forrásukat. Az első intézményi észlelő a Nagy-Britanniában, a Jodrell Bank Obszervatóriumban működő csillagászok csoportja volt, akik a használatukban levő Lovell rádiótávcsővel észlelték a Szputnyik–1-et (ez volt az első olyan távcső, amely radarirányítású volt, és így képes volt befogni az űreszközt). Az első vizuális észlelés pedig a kanadai Newbrook obszervatóriumé volt, akik az első észak-amerikai észlelőhely lettek, akiknek sikerült lefényképezni a felettük áthaladó mesterséges holdat.

## A műhold

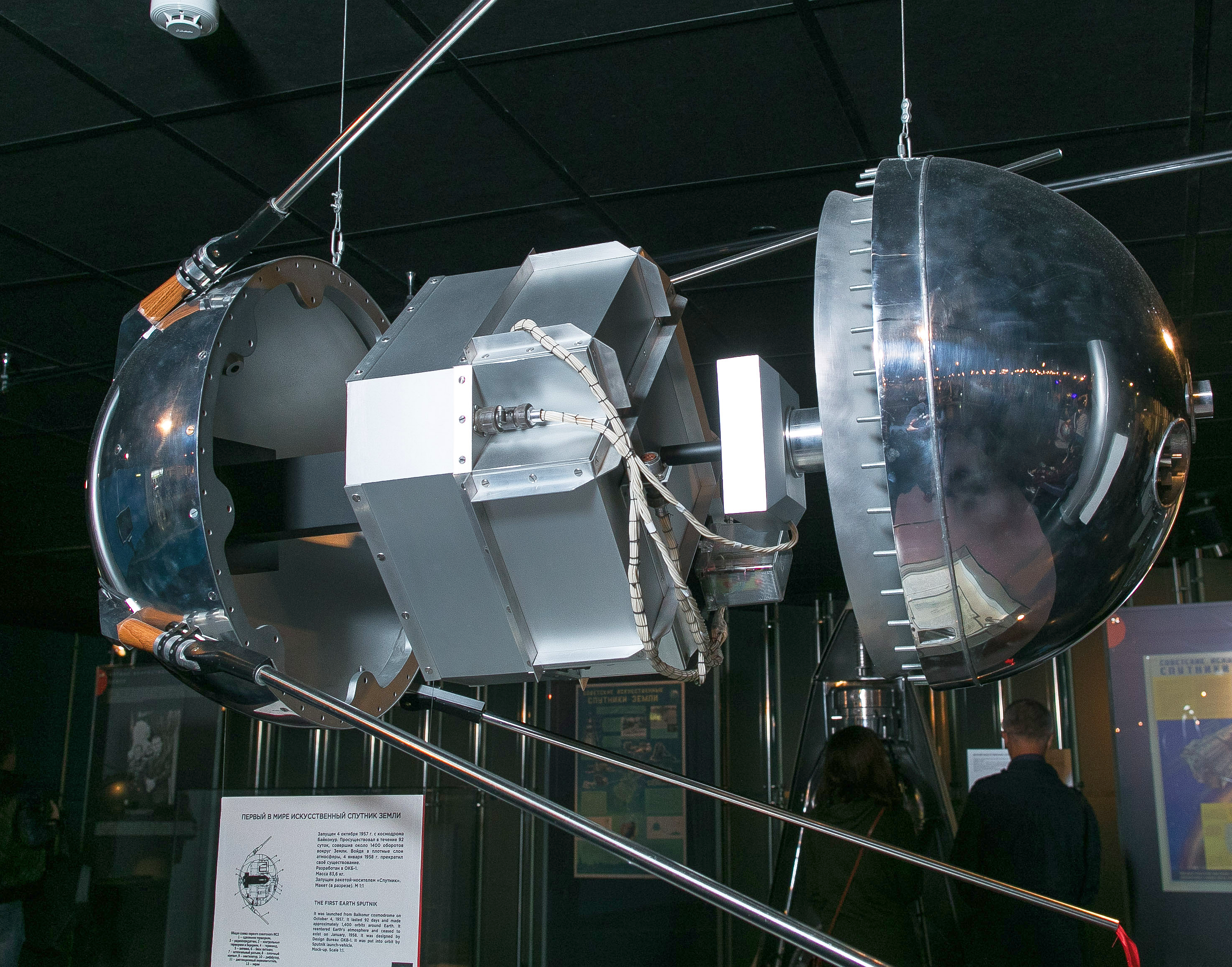
A műhold megnyitott állapotban

Az egész kísérlet elsődleges célja az első kozmikus sebesség elérése volt. Ez inkább a hordozóeszközzel szemben támasztott követelményeket, maga a szonda, mint hasznos teher, csak passzív részese volt a kísérletnek. Lényegében így nyert létjogosultságot Koroljov egyszerűsített dizájnja is, mivel voltaképpen mindegy volt mi repül, sőt még a siker érdekében a minél kisebb tömeg jótékony hatással volt arra, hogy bizonyosan sikerüljön a Föld körüli pálya elérése.
A szatellit tervezésével, a konstrukció elkészítésével Mihail Homjakov csoportját bízták meg az OKB–1-en belül. Felépítését tekintve egy 580 milliméter átmérőjű gömb volt, amelyet két félgömbből szereltek össze. Ezeket hermetikusan zárták le 36 csavar és egy O-gyűrű segítségével. A félgömbök 2 mm vastag alumíniumlemezből készültek, amelyet 1 mm vastag AMG6T-jelű alumínium–titán–magnézium ötvözetből készült, polírozott hőpajzs védett. Az egyik félgömbre két pár antennát szereltek, amelyet az OKB–1 Antenna Laboratóriumában Mihail Krajuskin fejlesztett ki. Az antennapárok egyik tagja 2,4 méter, a másik 2,9 méter hosszú volt, és egy majdnem gömb alakú rádiósugárzási képet fedett le. A rádiójelek megfigyeléséből a légkör jellemzőire, elsősorban az ionoszféra elektronsűrűségére tudtak következtetni a szakemberek. Emellett a rádiójel hordozta a kezdetleges telemetriai adatokat is: a hőmérséklet és nyomás adatok változásával változott meg a rádióimpulzus hossza. A hőmérséklet szabályozó rendszer egy ventilátorból, egy kettős hőmérsékleti kapcsolóból és egy szabályozó hőmérséklet kapcsolóból állt. Ha a szonda belsejében mért hőmérséklet túllépte a 36 °C-t, akkor a ventilátort bekapcsolta, majd amikor elérte a 20 °C-t, akkor pedig kikapcsolta a kettős hőmérsékleti kapcsoló. Amennyiben a hőmérséklet meghaladta az 50 °C-t, vagy 0 °C alá süllyedt, a másik szabályozó kapcsoló megváltoztatta a bip-bip jelek hosszát. Emellett a nyomást is ugyanilyen módon kezelték. A Szputnyik–1-et 130 kPa nyomású nitrogéngázzal töltötték fel, és volt a műholdon egy barometrikus kapcsoló, amely aktiválódott, amennyiben a nyomás 130 kPa alá süllyedt (ami azt jelentette volna, hogy egy meteortalálat vagy más hiba miatt a szonda kihermetizálódott), és szintén megváltoztatta a bip-bip jelek hosszát.
A kis műhold egy 3,5 kg-os, 1 watt teljesítményű rádióadót vitt magával amely két frekvencián, 20,005, illetve 40,002 MHz-en sugárzott. A rádióadó fejlesztője a Moszkvai Elektronikai Kutatóintézet NII885 számú irodájának mérnöke, Vjacseszlav Lappo volt. A rádiójelek 0,3 másodpercig voltak aktívak – amíg a műhold fedélzetén mért hőmérséklet és nyomás értékek a normál tartományban maradtak –, amelyet kb. ugyanilyen hosszú szünet követett. A két frekvencián felváltva sugározták a később legendássá vált bip-bip-bip csipogást, csak ellentétes fázisban, azaz amíg az egyik frekvencia éppen csipogott, a másikon szünet volt és fordítva. A frekvenciákat és a teljesítményt úgy határozták meg, hogy a világ minden táján sikerüljön fogniuk a rádióamatőröknek és más (például katonai) rádióvevőknek.
A rádió, a műszerek és minden egyéb energiaellátását három, összesen 51 kg-os ezüst–cink akkumulátor biztosította. A telepek nyolcszögletűek voltak, belül egy üreggel (így egy hatalmas anyacsavarra emlékeztetettek), amelyek üregébe helyezték el a rádióadót. A fejlesztést Nyikolaj Lidorenko végezte el a VNIIT irodától. A három akkumulátor közül kettő volt felelős a rádióadó működéséért, míg a harmadik a hőmérséklet szabályzó rendszerért. A telepek tervezett élettartama két hét volt, a gyakorlatban azonban 22 napig szolgáltatták az áramellátást. Maga az üzembe helyezésük automatikusan történt, abban a pillanatban, amikor a műhold levált az őt pályára juttató rakétafokozatról.
A rakétára szerelve a Szputnyik–1 egy kúp alakú, áramvonalas orrkúp alatt foglalt helyet, amely 80 cm magas volt. Az orrkúp egyszerre vált le a rakétáról a műholddal, majd attól is eltávolodott, hogy szabadon hagyja repülni az űreszközt.

## A repülés

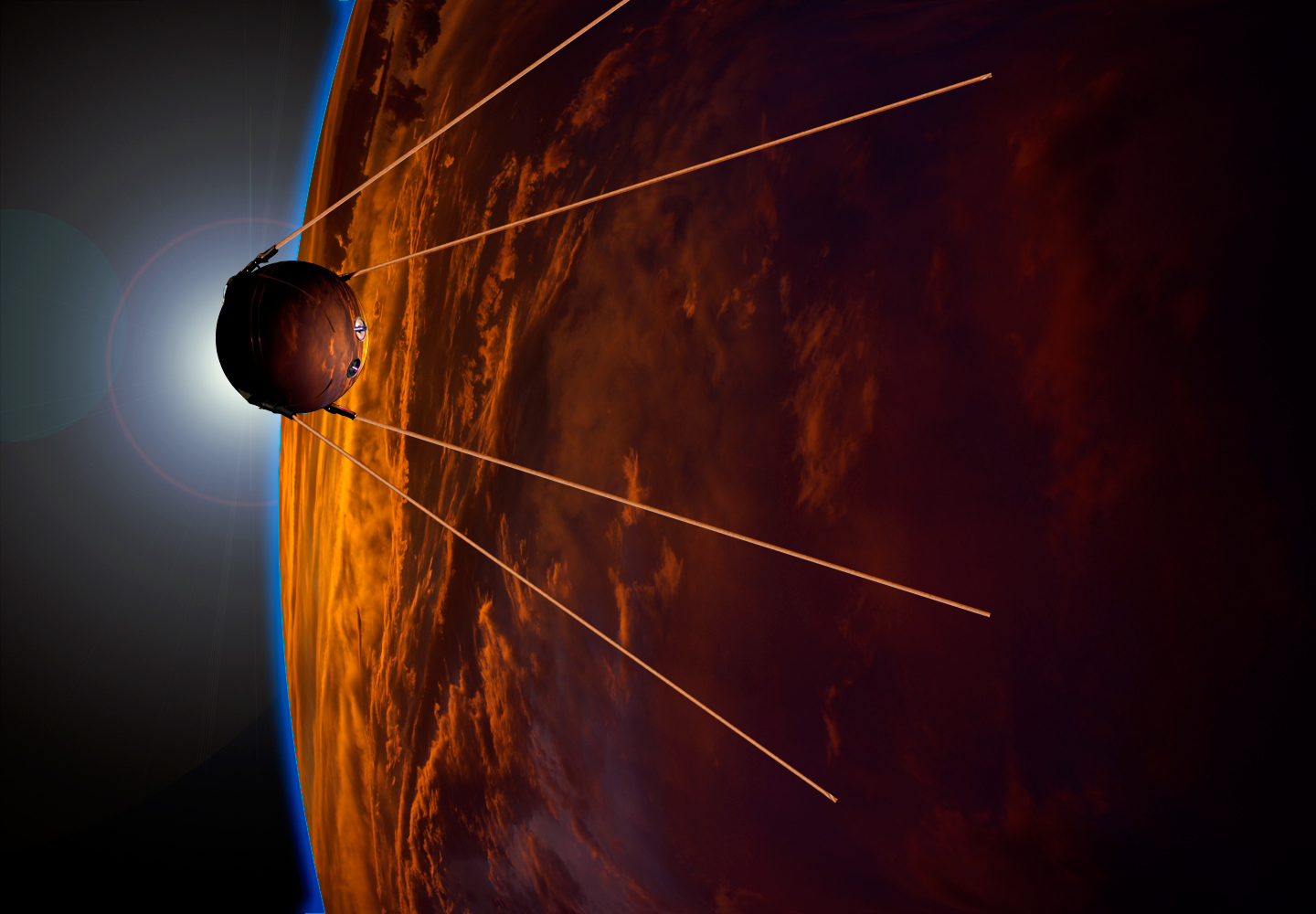
Művészi illusztráció (Az űrkorszak hajnala címmel) a Szputnyik–1 repüléséről

A Szputnyik–1 1957. október 4-én 19:28:34-kor (UTC) (a helyi idő szerint Bajkonurban október 5-én 0:28:34-kor) – startolt az akkori szovjet tagköztársaságból, Kazahsztánból, az NIIP–5 létesítményből, a mai  Bajkonuri űrrepülőtérről. (A Tyuratam falu mellett levő létesítmény titkosítási okokból kapta Bajkonur város nevét, amely meglehetősen távol, 370 kilométerre fekszik az űrrepülőtértől.) A tervekben az szerepelt, hogy a rakéta egy 223 km-es földközelpontú és 1450 kilométeres földtávolpontú ellipszispályára állítja a műholdat, amelyen 101,5 perc alatt tesz meg az űreszköz egy Föld körüli fordulatot. A pályaszámításokat Georgij Grecsko ifjú mérnök, későbbi legendás űrhajós végezte. A felbocsátás sikeres volt, ám a pályaadatok nem voltak hibátlanok. A Szemjorka központi fokozata 223 kilométerre emelkedett, és égésvégi sebessége 7780 m/s volt, amellyel egy 223*950 kilométeres pályára állt, amelynek földtávolpontja közel 500 kilométerrel volt alacsonyabb, mint a tervezett, így a keringési idő 96,2 perc, a pályahajlás pedig 65,1°-os lett.
A pályára állás tervezettől való eltérését a rakéta rendellenes működése okozta. Az R–7-es üzemanyag-szabályzója elromlott a központi, fő fokozatban, amely feleslegesen nagy RP–1 kerozin betáplálást eredményezett a repülés 16. másodpercétől fogva. A hiba miatt mintegy 4%-kal csökkent a rakéta tolóereje.  A végfokozat a tervek szerint a 296. másodpercben állt volna le, ám a nagyobb tüzelőanyag betáplálás miatt az üzemanyag hamarabb kifogyott, spontán hajtóműleállást okozva (miközben a cseppfolyós oxigénből még mindig 375 kg maradt a tartályban a leálláskor). Ezt követően 19,9 másodperc telt el, amikor egy rugós szerkezet segítségével a rakétafokozat, a műhold és az áramvonalazó orrkúp szétvált, és a Szputnyik–1 önálló repülésbe kezdett. Ezt a várakozó rádiókövető állomásokon vett első „bip-bip-bip” jelek adták tudtára a földi személyzetnek, mivel a rádióadást a rakétáról való leválás aktiválta. Az első jelek fogadása meglehetősen szűk idősávba volt szorítva: a műhold mindössze az első rádiójelek sugárzásától számított két perc múlva eltűnt a horizont mögött a TRAL rendszer számára, hogy aztán a második keringésben ismét feltűnjön a rádióvevők számára is.

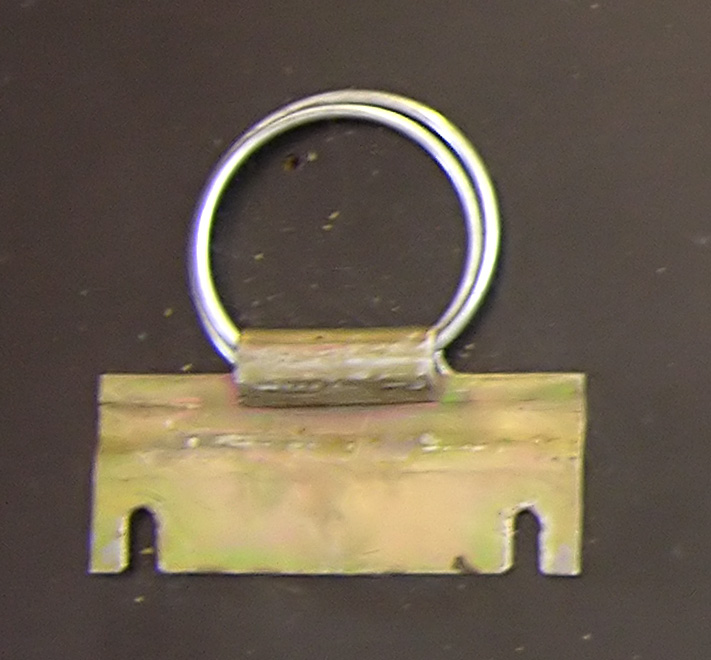
Az egyetlen megmaradt alkatrész a startról (egy élesítő kulcs, amely az akkut és a rádióadót választotta szét a start pillanatáig, eltávolításával kezdett működni a „bip-bip-bip” jeleket sugárzó adó

A földi személyzet (tervezők, mérnökök, technikusok), akik a rakéta fejlesztésében és felbocsátásában részt vettek, a startot a helyszínen követték nyomon, majd a felbocsátás után többen kocsival az egyik mobil rádió követőponthoz hajtottak, hogy hallhassák az űreszköz első rádiójeleit. 90 perc múltán, amikor a műhold ismét feltűnt, ismét meghallgatták a rádiójeleket, majd Koroljov ekkor jelentette az immár biztos sikert Nyikita Hruscsov pártfőtitkárnak.
A világ először a TASZSZ közleményéből értesülhetett, amelyet az első keringés után adtak közre: A tudományos intézetek és tervezőirodák intenzív tudományos munkájának eredményeként megépült a világ első műholdja. Majd az indítás (moszkvai idő szerinti) másnapján a Pravda jelentetett meg egy rövid hírt, hogy a Szovjetunió felbocsátott egy 84 kg-os eszközt Föld körüli pályára, amely a világ első mesterséges holdja lett. Egyik híradás sem tartalmazta az eszköz nevét, mindegyik a Föld első műholdja szóösszetételben említette az űreszközt. Angol nyelvterületen terjedt el először, ahol kezdetben a Föld műholdja, vagy a berendezés, vagy éppen a Vörös hold néven emlegették, majd pár nap után, a Pravda által használt orosz kifejezésből искусcтвеyный спутник Земли kiemelték a kulcsszót: Szputnyik. Az orosz kifejezés magyarban is – és a világ számos nyelvében egyaránt – legáltalánosabban használt fordítása „útitárs”, de a csillagászatban is ezt használják az égitestek kísérőinek megnevezésére is, így az orosz nyelvben a szputnyik szón műholdat is értenek. Így a Szputnyik–1 végül nem jelent mást, mind Műhold–1.
Az űreszköz pályáját meglehetősen meredekre, 65°-os pályahajlással tervezték, amely azt eredményezte, hogy az viszonylag rövid idő alatt a földgömb egésze fölött elrepült (és így a Föld nagy részén tudták fogni a rádióadását, hamar bizonyítva a világ számára a teljesítményt).
A repülés során a szintén Föld körüli pályára állt utolsó R–7 rakétafokozat – nagyobb felületű lévén – fényes, mozgó objektumként (csillagászati fényességosztálya szerint 1 magnitúdós objektumként) volt megfigyelhető sokáig, így a legtöbb megfigyelő, aki úgy vélte, hogy látta a műholdat gyorsan mozgó csillagként átvonulni az égen, lényegében a rakétafokozatot pillantotta meg. Maga a Szputnyik–1 inkább csak távcsővel volt nyomon követhető, 6 magnitúdós – éppen a szabadszemes láthatóság határán levő – visszavert fénye miatt kicsit a fényesen csillogó rakétafokozat előtt haladva.
Az akkumulátorok 22 nap utáni (1957. október 26-i) kimerülését követően a szondát optikai úton – távcsövekkel – kísérték nyomon egészen addig, míg 92 nappal a startja után, 1958. január 4-én a légkör fékező hatására olyannyira le nem lassult, hogy visszasüllyedt az atmoszférába, és elégett. Összesen 1440 keringést teljesített, melynek során 70 millió kilométert tett meg. (A nagyobb felületű R–7 rakétafokozat jobban ki volt téve a légkör lassító hatásának, ezért az korábban, már 1957. december 2-án letért pályájáról, és a sűrűbb légkörbe lépve szintén elégett.

## Hatása
A világ első műholdjának indítása és sikere számottevő hatással volt az egész világra, és bár maguk a tervet elindító szovjet mérnökök, vagy éppen politikusok sem vártak tőle ilyen hatást, világtörténelmi esemény vált belőle.

### Tudományos hatása

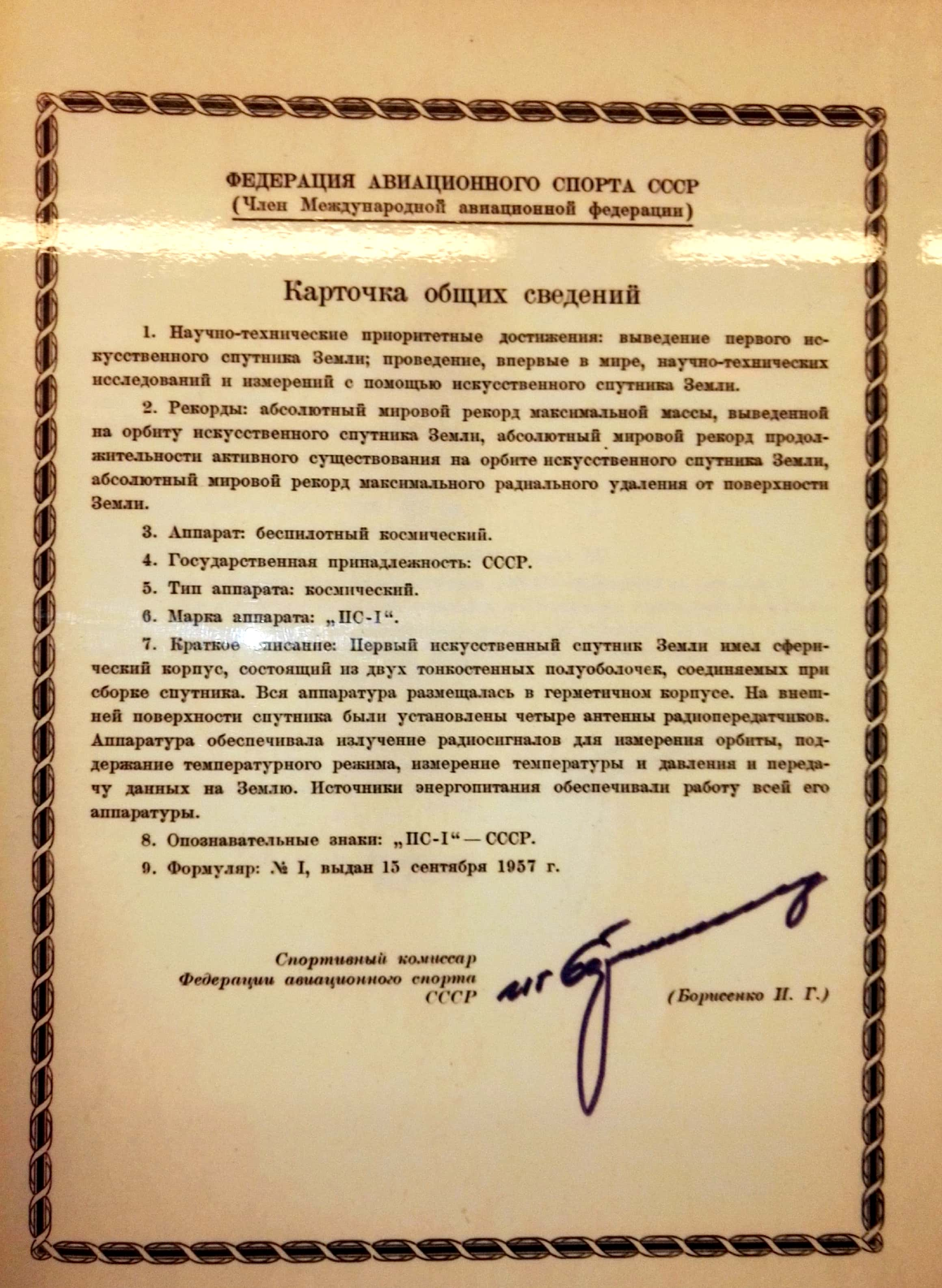
A FAI felé benyújtott folyamodvány a repülési teljesítmény validálásáért

A felettük áthaladó űreszközt számos helyen próbálták megfigyelni, de a legaktívabbak az amerikai megfigyelők voltak. A korabeli újságok kivétel nélkül azt közölték, hogy „bárki, aki rendelkezik egy rövidhullámú rádióvevővel, az hallani fogja az új orosz műholdat, ahogy az éppen elhalad a Föld adott térsége felett”. Ezen felbuzdulva az Amerikai Rádióamatőr Szövetség (American Radio Relay League, ARRL) közzétette a vételi irányokat és frekvenciákat. Ezek alapján az elsők, akik fogták a Szputnyik–1 adását, az RCA, (Radio Corporation of America) nevű elektronikai cég mérnökei voltak a cég Long Island-i telepén. A rádióadást magnetofonszalagra rögzítették, majd elindultak Manhattanbe, az NBC rádió stúdiójába, hogy lejátsszák a felvételt rádión keresztül is. Ám az első rádióadás címét más szerezte meg. Ahogy a műhold percek alatt északra húzott az amerikai keleti part felett, a New York-i Columbia Egyetem egyik laborjában, a W2AEE-ben is fogták a jeleket, és magnetofonra rögzítették, majd az egyetem diákrádiójának FM sávján, a WKCR adón vissza is játszották a felvételt, ezzel ők lettek az elsők, akik rádión lejátszottak egy űrből érkezett adást.
Ugyancsak az Egyesült Államokban a vizuális megfigyeléssel is megpróbálkoztak. Erre az Operation Moonwatch (Holdfigyelés projekt) keretében került sor, amelyet az USA-ban alkalmazott közösségi tudomány projektek keretében végeztek el. Ebben a megfigyeléssorozatban összesen 150 munkaállomáson végeztek csoportok vizuális megfigyeléseket, elsősorban az alkonyati és a hajnali órákban, hogy megpillantsák a fejük felett elhaladó űreszközt.
Emellett a Szovjetunió maga is kérte a rádióamatőröket, hogy sikeres vétel esetén rögzítsék a műhold által sugárzott rádiójelek vételének tényét és QSL-lapon küldjék el az ilyenkor – a rádióamatőr körökben – szokásos adatokat. A vétel hitelesítéséhez meg kellett számolni, hogy az illető 1 perc alatt hány csipogást hallott.

### Politikai hatása

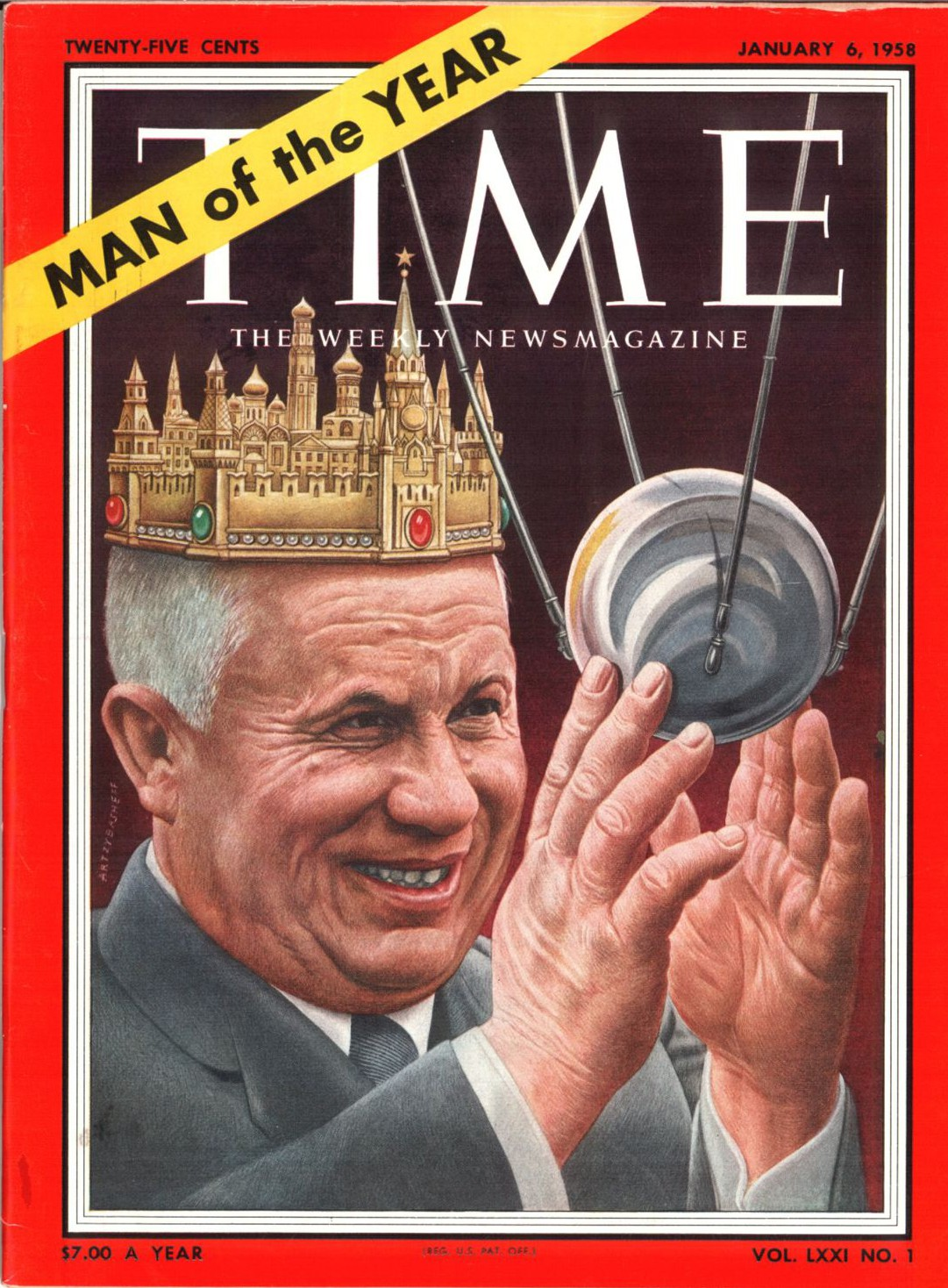
Nyikita Hruscsov „Az év embere” a Time Magazin 1958-as összeállításában (nem kevésbé a kezében tartott Szputnyik miatt)

Általában a világban él az a sztereotípia, hogy a Szputnyik–1 felbocsátása váratlanul érte a világot.  Ez azonban nem volt igaz, amellyel kapcsolatban Willy Ley csillagász, a világűr elérésével kapcsolatos korabeli ismeretterjesztés egyik amerikai úttörője a következőket fogalmazta meg:
„Ha valaki azt mondja nekem, hogy van egy fellőni való rakétája – amiről egyébként már más forrásokból is tudunk – és azt is elmondja, hogy mit fog fellőni, vagy hogyan fogja fellőni, és általában is mindent elmond róla, épp csak azt nem, hogy mikor lövi majd fel, nos hogyan kéne éreznem, ha meglepett lennék tőle, hogy az ember aztán tényleg fellőtte?”
A szovjetekre valóban jellemző volt, hogy a korai rakétákkal kapcsolatos teljesítményeiket titkolták, félvén attól, hogy a Nyugat tudomására jut a potenciáljuk, illetve az esetleges kudarcokat a Nyugat kihasználná. Ám a Szputnyik esetén a felbocsátandó műholdakkal kapcsolatos tudnivalókat szisztematikusan csöpögtették a médiában, igaz nem egységesen, hanem részletről részletre változtatva a közlési formát. Valójában csupán egyetlen részletet, a kísérlet lehetséges időpontját nem árulták el. Ám egy jól működő hírszerző szolgálatnak, mint amilyen az amerikai, a francia vagy a brit titkosszolgálat volt, nem okozhatott nehézséget a részletek összeillesztése.
A nyugati sajtóra – főként az amerikaira – sokkolóan hatott a sikeres start. Az amerikaiak köztudatában az a felfogás élt – amelyet a mindenkori kormányzat teljes mellszélességgel pártolt is –, hogy az Egyesült Államok a gazdasági és katonai mellett egy technológiai értelemben vett szuperhatalom is, míg a Szovjetunió tőle lemaradva halad csak előre, és legfeljebb katonai szuperhatalom. Ezt a nézetet egy csapásra fenekestül forgatta fel a felfedezés, hogy Amerikának nincs válasza a szovjet teljesítményre, így a fenti tényként kezelt axióma egyszerűen nem igaz. Ez a közgondolkodásbeli fordulat kicsit később a Szputnyik-válság néven elterjedt eseménysorban öltött testet. Az amerikaiak haraggal vették tudomásul, hogy egy szovjet űrhajó járja – láthatóan és hallhatóan – az amerikai égboltot (és mindenki pontosan tisztában volt vele, hogy ez egyet jelent az atomfegyverektől való sérthetetlenség végével), amely ellen nem lehet tenni semmit. A legtöbben a Pearl Harbort ért támadással egyenértékű vereségként élték meg a Szputnyik–1 repülését.
Az események hatására úgy általában is az egész világ vélekedése megváltozott, és a világhatalom szovjet térfél felé csúszását lehetett megfigyelni a közgondolkodásban. Nagy-Britanniában például  a sajtó és annak nyomán a közvélemény vegyes érzelmekkel tekintett a változások elé, egyszerre félelmetes volt számukra a jövő, miközben a technológiai haladás óriási ígéretként ellensúlyozta a félelmeket. A magazinok és hírlapok vezércikkeiben egyöntetűen megjelent egy új kifejezés: elkezdődött az „űrkorszak”.
A legnagyobb hatást a fő politikai ellenfélre, az Amerikai Egyesült Államokra gyakorolta a teljesítmény. A közvélemény szemében a háborús vereséggel felérő tettre az amerikaiak azonnali, vagy ha az nem lehetséges, mielőbbi viszontválaszt sürgettek a hivatalban levő Eisenhower-adminisztrációtól. Dwight D. Eisenhower elnök személyesen teljesen tisztában volt a szovjetek által elért technológiai haladás mértékével, amelyről a CIA által üzemeltetett U–2 felderítő repülőgépek repülésein készült fényképdokumentumok tájékoztatták az Allen Dulles vezette titkosszolgálatot, majd azon keresztül az elnököt.
Eisenhower – bár maga nem lelkesedett sem a világűr eléréséért, sem az ahhoz kapcsolódó eszközökért – hirtelen számos szálon elindította azokat a fejlesztési, vagy átszervezési intézkedéseit, amelyek a szovjetek utolérését célozták a világűrben. Legelső intézkedéseként 1958 februárjában megalapították az Advanced Research Projects Agency  (ARPA – Fejlesztési Kutatási Projektek Ügynöksége) nevű szervezetet (ma DARPA), amelynek feladata a kutatási projektek közül a lényegesek és megvalósíthatók kiválasztása és a még nem létező, de szükséges projektek megnevezése volt, fő hatókörben az űrben végrehajtandó projektekkel. A következő nagyobb lépés 1958. július 29-én történt, amikor Eisenhower aláírta a National Aeronautics and Space Actet (Nemzeti légügyi és űrtörvényt), amely elrendelte a NASA – az amerikai űrtevékenységeket összefogó amerikai kormányhivatal – megalapítását. Az elnök és tanácsadói köre felismerte, hogy bár Amerikában számos űrkutatási projekt működik, azok szétaprózottan, egymás mellett párhuzamosan futnak, emiatt nem hatékony bármilyen, a világűr meghódítására indított elképzelés. A NASA megalapítása ez ellen a folyamat ellen ment: az új szervezetben összevontak minden, más szervezeten belül folyó kutatási és fejlesztési programot, élen a NACA-val, folytatva a hadsereg különböző fegyvernemeinél folyó kísérletekkel és ezek emberállományával. A hatékonyság érdekében a pénzügyi forrásokat is egy szervezeten belül vonták össze.
A rakétaindítással, de legfőképpen azzal, hogy a kis szonda keringése során többször is elhaladt az Egyesült Államok felett, a szovjetek elérték a kitűzött propagandacélt, Amerikában pánikként élték meg az emberek a „fejük felett repülő vörös űrhajót”. Az amerikai sajtó „hathatós támogatásával” az emberek megértették, hogy a Szovjetuniónak olyan fegyver van a kezében, amellyel a világ bármely pontjára képes eljuttatni egy bombát, esetleg atomtöltetet is, így az otthonaik a történelem során először kerültek közvetlen veszélybe. A Szputnyik-válság hatására az amerikai közvélemény azonnali visszavágást várt el a kormányától, ezért Eisenhower elnök a NASA megalapításával amerikai részről megtette az egyik legfontosabb lépést az űrversenyben, azaz burkoltan-nyíltan kihívta a Szovjetuniót, hogy ki ér el hamarabb és minél nagyobb sikereket ebben.
A szovjet fenyegetéstől való hisztérikus félelem Amerikában odáig jutott, hogy megjelent a közgondolkodásban a „missile gap” (rakéta rés, vagy rakéta hátrány) jelenség, amelyben a CIA, a US Air Force és az USA fegyverkezési stratégiáját felülvizsgáló Gaither Bizottság hamis, sokszor végletesen túlzó becslései alapján azt a képet tárta az amerikai társadalom elé, hogy a Szovjetunió óriási előnyben van a bevethető rakétafegyverek számát illetően az Egyesült Államokkal szemben. John F. Kennedy egyenesen erre építette választási kampányának egyik fő témáját az 1960-as elnökválasztási küzdelemben, hogy az Eisenhower-adminisztráció hivatali ideje alatt az USA gyengébb pozícióba szorult a Szovjetunióval szemben.

### Jogi hatása
Az Eisenhower adminisztráció egyenesen örült, hogy az ő addigi kizárólagos területére, az idegen államok területére nagy magasságban való berepülések territóriumába egy másik állam is feliratkozott (az USA a Genetrix projekt keretében felderítő célzattal gázzal töltött ballonokat bocsátott Kína, Kelet-Európa és Szovjetunió fölé, illetve elkezdődtek a CIA U–2 felderítő repülőgépeinek a bevetései, amelyeket kivétel nélkül az ellenfél légvédelmi eszközeinek hatómagassága felett hajtottak végre). A nyilvánvaló jogsértés ellen a Szovjetunió hevesen tiltakozott, ám a Szputnyik–1 repülésével maga is ugyanazt hajtotta végre: nagy magasságban egy repülő szerkezetet juttatott idegen államok területe fölé. Ezzel megteremtődött egy precedens, amelyet aztán a nemzetközi jog „a világűr szabad felhasználása” elv mentén legálisnak nyilvánított, amelyre támaszkodva az USA is tervbe vehette saját civil alkalmazását a Vanguard–1 civil műhold képében, amelyet követhetett a szintén tervben lévő WS–117L felderítő műhold felbocsátása is.

### Propagandahatása

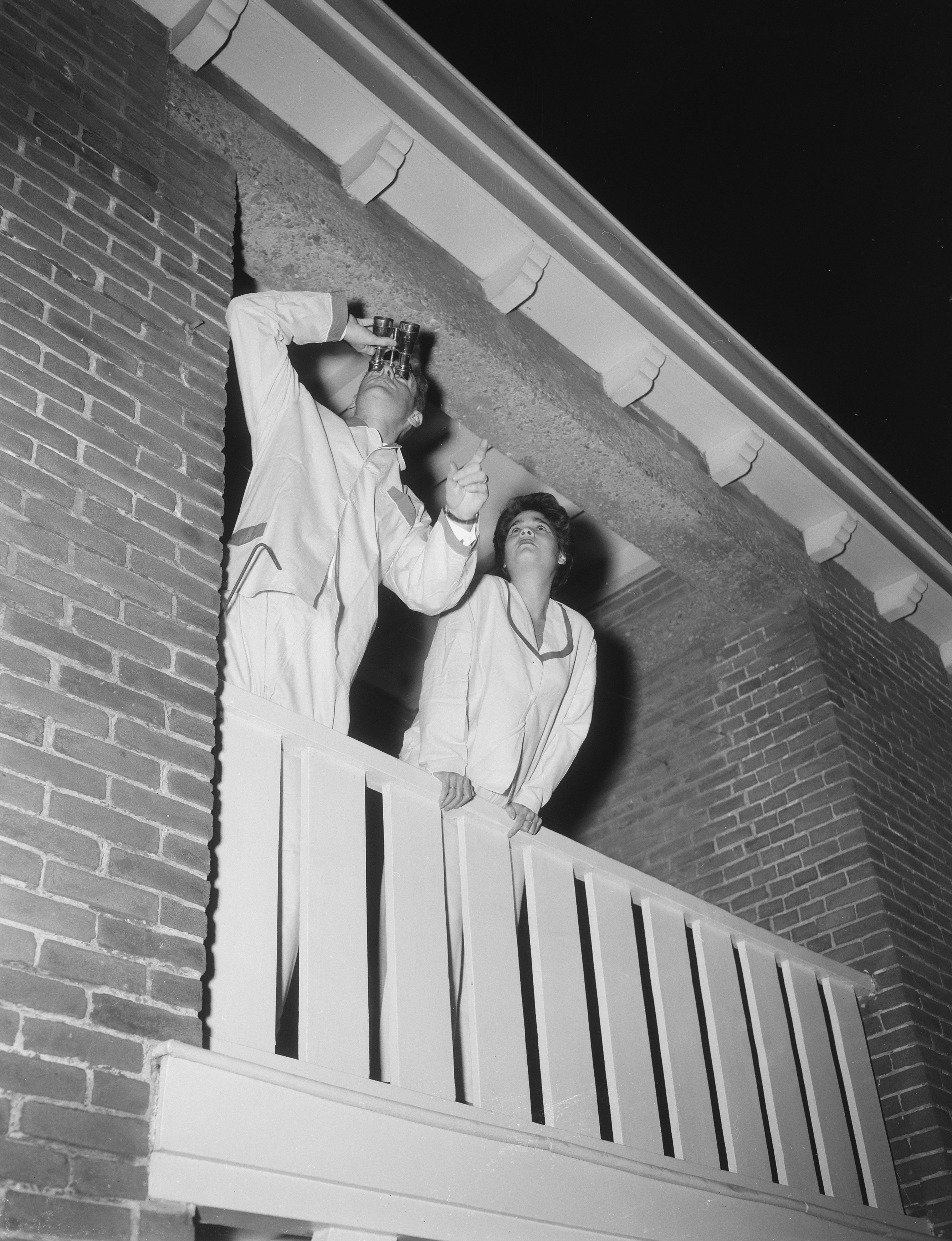
Hollandiában pizsamás emberek próbálják megfigyelni a felettük áthúzó műholdat

A műhold feljuttatását érdekes módon nem rögtön használta fel propagandacélokra a Szovjetunió. Egyrészt ez abból fakadt, hogy a korábbi kísérleteiket is titkosan kezelték, és kerülték, hogy a Nyugat tudomására jusson bármiféle használható adat, amelyből a szovjet potenciálra tudott volna bárki következtetni, vagy éppen felhasználni arra, hogy mekkora lemaradásban vannak esetleg technológiai területen. Másrészt az is időbe telt, hogy a nyugati reakciókból felismerjék, a másik fél mennyire korszakos cselekedetnek és lényegében mindent vivő high-tech teljesítménynek tartja az első műhold felbocsátását – különösen úgy, hogy a másik oldal képtelen felmutatni hasonló teljesítményt. Ennek felismerése nyomán azonban a Szovjetunió szinte azonnal erős propagandába fogott, amelynek fő mondanivalója az lett, hogy mennyire büszkék erre a szovjet teljesítményre, amely demonstrálja a Szovjetunió elsőbbségét a Nyugat előtt. Ezzel párhuzamosan bátorították az embereket, hogy rádión hallgassák a Szputnyik adását, és próbálják megpillantani a műholdat az éjszakai égbolton (amely azonban inkább a rakétafokozat megpillantásában merült ki a valóságban sokak számára).
A propaganda része volt, hogy Nyikita Hruscsov azonnal nyomást gyakorolt Szergej Koroljovra, hogy a „Nagy Októberi Szocialista Forradalom” november 7-i 40. évfordulójára egy újabb műholdat bocsássanak fel. Ezzel a cselekedettel az állami ünnep fényének emelése mellett még jobban el tudták mélyíteni a nyugati államok polgárainak félelmét, mivel egy ismételt sikerrel bizonyították volna, hogy nemcsak egyszeri, véletlen siker volt, hanem meg tudják ismételni a felbocsátást, azaz sorozatban tudnának atomfegyvert is küldeni a Föld bármely pontjára. A pártfőtitkár „kérésének” eleget téve, Koroljov és csapata 1957. november 3-án felbocsátotta a Szputnyik–2-t, fedélzetén Lajka kutyával.

### Az űrverseny „berobbanása”

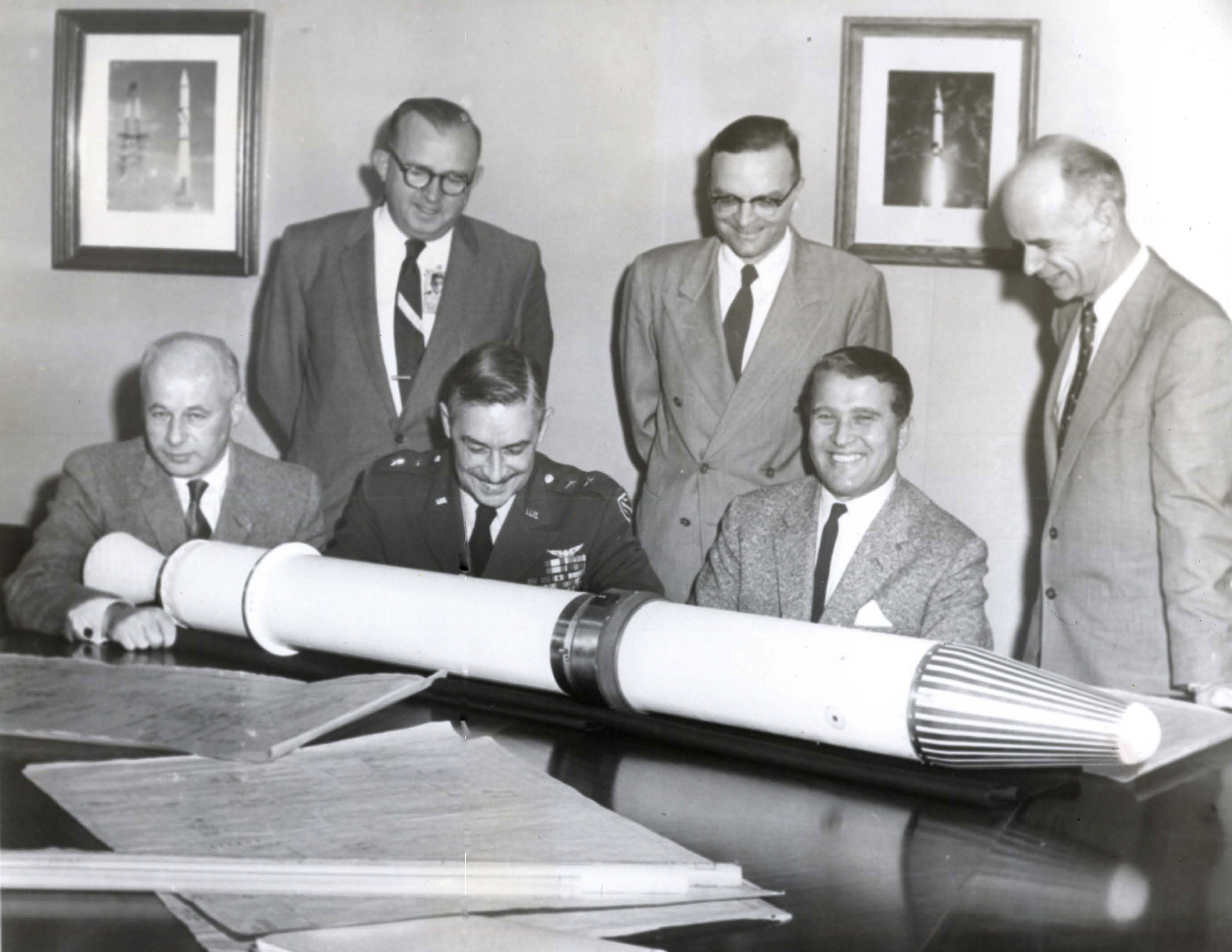
Az amerikai válasz: az Explorer–1

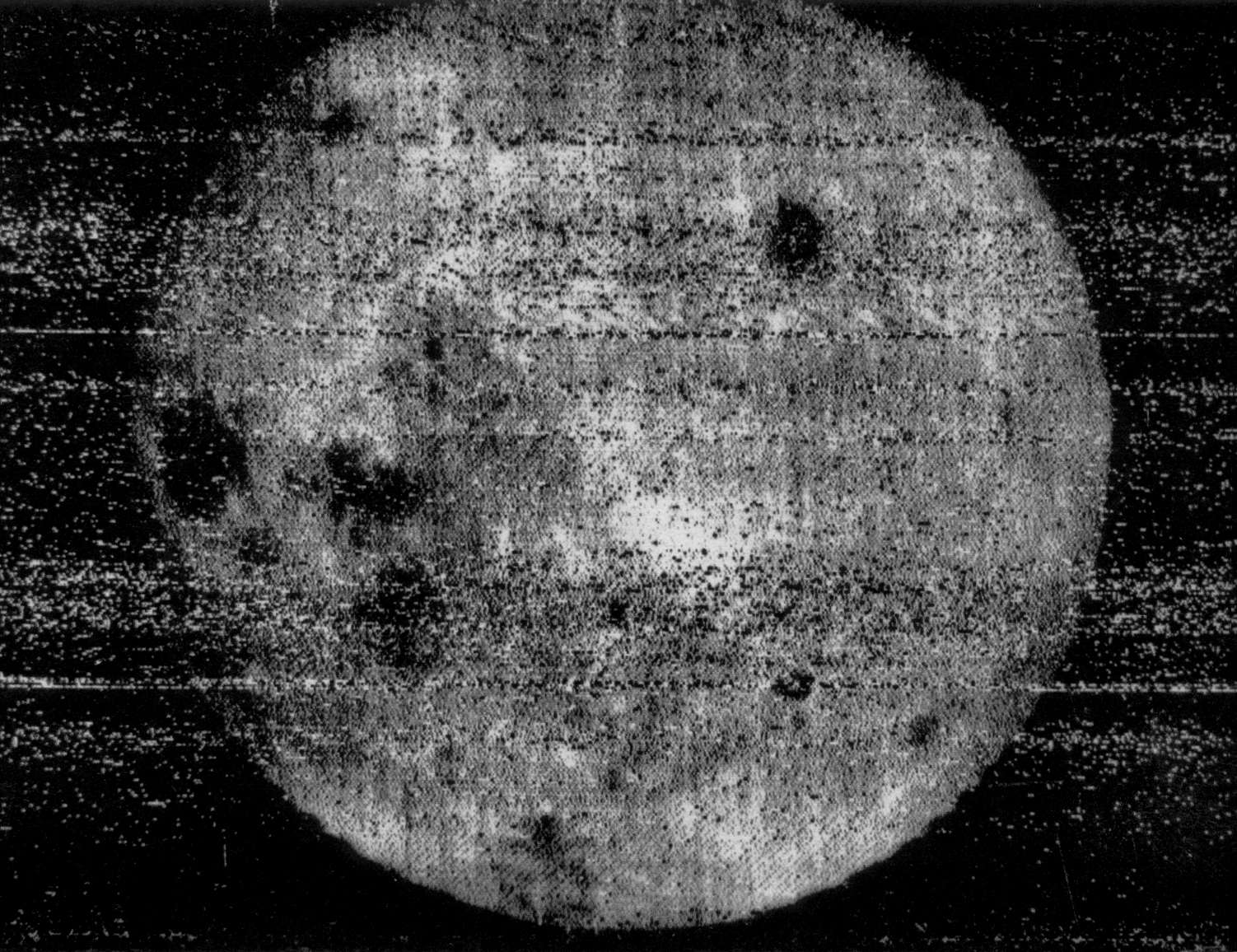
Egy Luna szonda holdfotója

Eisenhower elnök meghallotta az amerikai társadalom igényét a visszavágásra, és azonnal keresni kezdte a rendelkezésre álló projekteket, amelyekkel a hosszabb távra hozott intézkedések (ARPA, vagy a NASA megalapítása) mielőbb fel tud a országa mutatni valamit a szovjet térnyerés ellensúlyozására. Erre a legnagyobb készültségi fokban levő projekt a haditengerészet Vanguard-programja volt, amelyben egy kisebb (1,5 kg-os és 16,3 cm átmérőjű – Hruscsov által grépfrútnak nevezett – mai terminológiával élve mikroműhold) felbocsátását tervezték a Vanguard rakéta (egy lényegében kísérleti, nem fegyverként is szolgálatba állított I–BM) segítségével. A második helyen pedig a Wernher von Braun által fejlesztett Juno I rakéta által hordozott műhold terve volt (A Juno viszont már a PGM-19 Jupiter néven szolgálatban állt közepes hatótávolságú atomfegyver-hordozó eszköz fejlesztett változata volt). Az elnöki rendelet szerint mindkét projektet fel kellett készíteni a mielőbbi startra. 1957. november 3-án, Hruscsov főtitkár igénye szerint a forradalom érfordulója tiszteletére a Szovjetunió felbocsátotta a Szputnyik–2-t még jobban elmélyítve a lemaradás érzését Amerikában. A visszavágás soványka vigasza a Vanguard–1 „grépfrútjának” felbocsátásával 1957. december 6-ra érkezett el Amerikában. A hivatalosan Vanguard–TV3 (TV3 – Test Vehicle Three – Hármas számú tesztjármű) felbocsátását Cape Canaveral 18A indítóállásából hajtották végre, helyi idő szerint 11:44:35-kor (16:44:35 UTC). A tesztet az amerikai televíziók élő egyenes adásban közvetítették, ám a közvélemény óriási csalódására a kísérlet hatalmas kudarccal végződött. A rakéta mindössze 2 másodpercig, alig 1 méterre emelkedett, amikor a tolóereje élesen csökkenni kezdett, és a teljesen feltöltött rakéta visszazökkent az indítópadra, ahol felrobbant, és az óriási tűzgolyó felemésztette magát az indítóállást is. A közvélemény a „Kaputnyik” gúnynevet aggatta a kudarcot vallott rakétára.
Eisenhower ekkor a tartalék tervhez nyúlt, és a Juno I, illetve a Caltech Egyetem JPL Laboratóriumában fejlesztett Explorer–1 műhold felbocsátására adott utasítást. A rohammunkában elkészült projekt 1958 elejére lett kész, majd a tervezői 1958. január 31-ét jelölték meg startdátumként. A James Van Allen tervezte műhold és a Wernher von Braun által tervezett Juno I helyi idő szerint 1958. január 31. 22:47:56-kor (1958. február 1. 03:47:56 UTC) startolt el, és a kísérletet ezúttal siker övezte, az Explorer–1 rendben Föld körüli pályára állt.
A Szputnyik–1, –2 és Explorer–1, Vanguard–1 pengeváltást követően is aktív maradt mindkét fél. Amerikai oldalról a SCORE, majd a Courier–1B műholdak indultak útnak, míg a szovjetek felbocsátották a hatalmas Szputnyik–3-at, majd 1959. január 2-án az első, Holdat elérő szondát, a Luna–1-et. Az űrverseny teljessé vált, mindkét oldal versenytempóban indította a maga űreszközeit, amely versenyben a szovjetek jártak elöl, főként technológiai értelemben.

### Hatása a műholdas navigációra
Korunk műholdas navigációs megoldásai is a Szputnyik–1 repüléséből eredeztethetők. A műhold repülésének idején a Johns Hopkins Egyetem Alkalmazott Fizika Laborjának (Applied Physics Laboratory – APL) két fizikusa, William Guier és George Weiffenbach a Szputnyik–1 rádiójelének megfigyelése mellett döntött, mégpedig annak a problémának a megoldására, hogy hogyan lehet hajszálpontosan meghatározni a műhold helyzetét annak repülése közben. Az adás elemzése során nagyon hamar kidolgozták a módszert, amellyel a Doppler-hatás segítségével valóban pontosan meg tudták határozni a műhold pozícióját. A számításaik elvégzéséhez – az APL igazgatójának engedélyével – a kor egyik szuperszámítógépét, az UNIVAC-ot használhatta a két tudós.
Kevesebb mint fél év elteltével, 1958 elején Frank Trelford McClure, az APL igazgatóhelyettese újrafogalmazta a problémát Guier és Weiffenbach számára: a műhold pozíciójának meghatározásának inverzét kellett kidolgozni, azaz ha ismert egy műhold pontos pozíciója, akkor a rádiójeleiből ki lehet-e számtani a megfigyelő pontos földi helyzetét. A probléma azért volt fontos, mert a haditengerészet akkoriban fejlesztette a tengeralattjáróról indítható Polaris rakétarendszert, amelynek egyik sarokpontja volt, hogy pontosan kell ismerni a tengeralattjáró helyzetét. A fejlesztés eredménye a TRANSIT navigációs rendszer lett, ami a GPS elődjének tekinthető.

### Egyéb tényezők
Az Egyesült Államok oktatási rendszerére is komoly hatással volt az első szovjet műhold. A Kongresszus sürgősséggel tárgyalta és iktatta be az 1958-as, National Defense Education Act (Nemzeti védelmi képzési törvény) jogszabályt, amely az amerikai iskolákban a matematika és természettudományok oktatásának hangsúlyosabbá tételéről rendelkezett az addigiakhoz képest.
Egy egész  generációnyi mérnököt és tudóst inspirált az első űreszköz felbocsátása. Ilyenként Alan Shepard, Amerika első űrben járt embere, illetve az Eredeti Hetek egy másik tagja, Deke Slayton mondta azt emlékirataiban, hogy a fejük felett áthúzó műhold látványa inspirálta őket karrierválasztásukban, amikor később a NASA meghirdette első űrhajós kiválasztási projektjét. Egy másik híres mérnök, Harrison Storms – a North American repülőgépgyár vezető mérnöke, aki a vállalatával az X–15 gépek fejlesztéséért és gyártásáért, majd később az Apollo űrhajó és a Saturn V rakéta második fokozatának gyártásáért volt felelős – is azt mondta később, hogy a Szputnyik–1 indította el azon a karrierúton, amely végül egy komplett iparág, az űripar amerikai kifejlődéséhez vezetett.
Érdekes megfigyelés volt, hogy a Szputnyik név nyomán az angol nyelvben elterjedt a „-nik” végződés, amely azonban inkább valamilyen csoporthoz való tartozást jelentett, mint például a „beatnik” a beatnemzedék tagjaira értendő kifejezés lett.

## Szputnyik replikák a világban

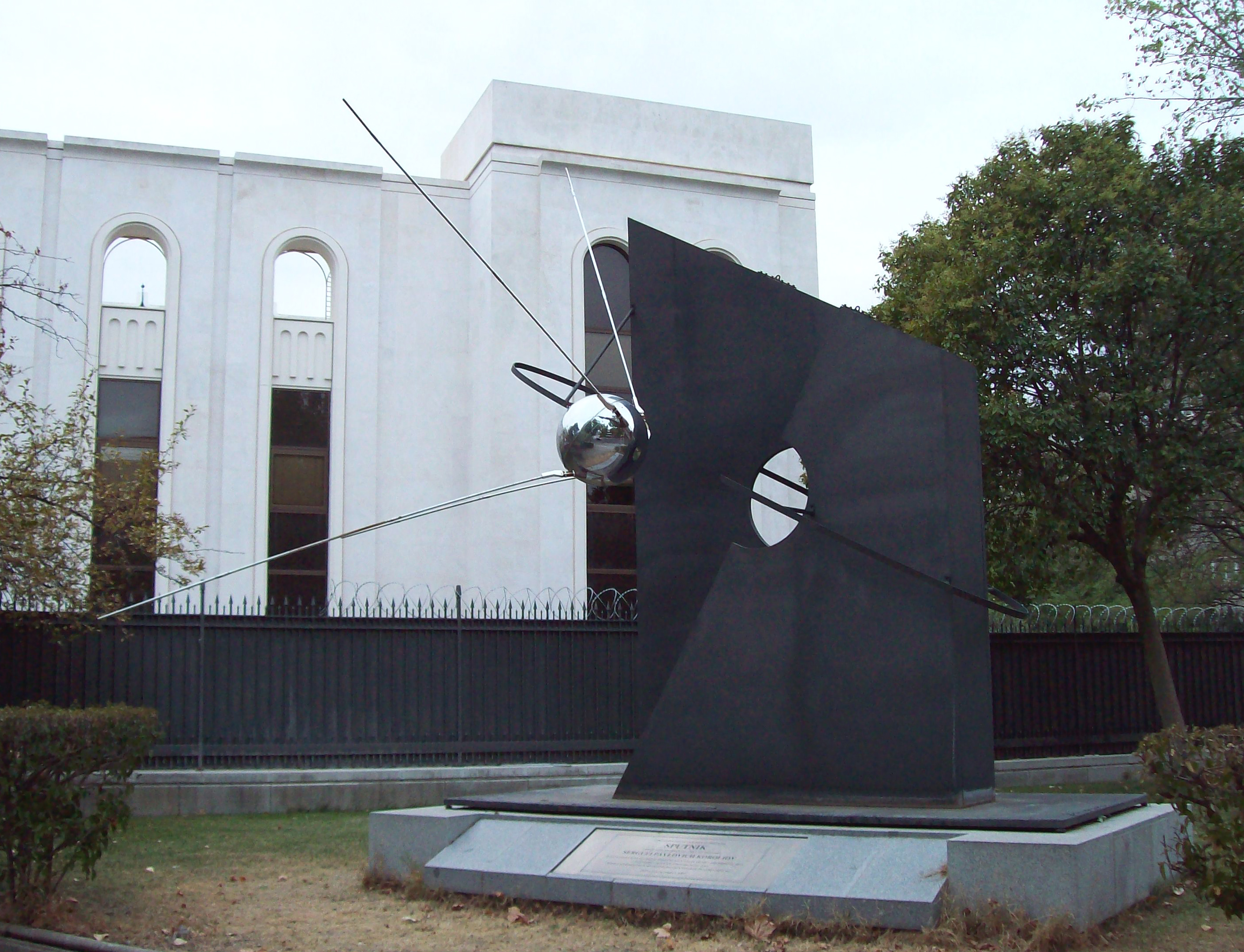
A madridi orosz követségen látható Szputnyik replika

Értelemszerűen a földi visszatérésre nem tervezett műhold légköri megsemmisülésével nem maradt hátra eredeti példány, amelyet ki lehetne állítani a világelső teljesítményre emlékezve. Így a világ múzeumaiban kiállított és közszemlére tett Szputnyik–1 példányok mind replikák, makettek, vagy tartalék darabok.
A világon összesen két olyan kiállított példány létezik, amelynek némi köze van a végül ténylegesen repült példányhoz, annak valószínű tartalék darabjai lehetnek, és gyártási idejük megegyezik a valóban repült példányéval. Az egyiket az Enyergija cég – amely Koroljov egykori OKB–1 tervezőirodájának jelenkori leszármazottja – vállalati múzeumának kiállításán láthatjuk, igaz nem nyilvános kiállításon, hanem időpont foglalással elérhető a tárlat. A műholdat két félgömbjére szétbontva állították ki, betekintést engedve annak belső berendezéseire is. A másik ilyen példány Seattle-ben, a Museum of Flight kiállításán látható 2001 óta. Ez a példány egy korabeli, valószínűleg tartalékként, vagy másolatként gyártott példány, amely nélkülözi a belső elemeket, inkább csak egy külső héj antennákkal amelyet kiállítási célokkal a Szovjet Tudományos Akadémia számára gyártottak, és a múzeum 2001-ben szerezte meg.
További két olyan replikáról tudunk, amelyek gyűjtők tulajdonába kerültek az Egyesült Államokban: az egyik Richard Garrioté a másik Jay S. Walkeré.
1959-ben a Szovjetunió egy további másolatot adományozott az Egyesült Nemzetek Szervezetének. Ezen kívül még további négy másolatot tartanak számon a világon különböző kiállítások részeként, így egyet a National Air and Space Museumban az USA-ban, egyet a Science Museumban az Egyesült Királyságban és egyet a Powerhouse Museumban Ausztráliában, míg egy további példány található Oroszország madridi nagykövetségén.
Egyfajta megemlékezésként a világűrbe is juttatott Oroszország egyharmadára kicsinyített maketteket 1997-1999 között. Az első, Szputnyik 40 nevű példányt a Szputnyik–1 felbocsátásának 40. évfordulóján állították pályára a Mir űrállomás fedélzetéről, a második, Szputnyik 41 jelűt pedig egy évvel később ugyanilyen módon. A Szputnyik 99 1999-ben került pályára, szintén a Mirről. Az űrállomásra feljuttattak egy negyedik makettet is, de ezt nem állították pályára, hanem mindvégig az űrállomás fedélzetén maradt, és annak a légkörbe való visszasüllyedésekor égett el.

## Fordítás
- Ez a szócikk részben vagy egészben  a   Sputnik 1 című angol Wikipédia-szócikk ezen változatának fordításán alapul.  Az eredeti cikk szerkesztőit annak laptörténete sorolja fel. Ez a jelzés csupán a megfogalmazás eredetét és a szerzői jogokat jelzi, nem szolgál a cikkben szereplő információk forrásmegjelöléseként.